# Igreja de Todos os Santos (Upper Dean)

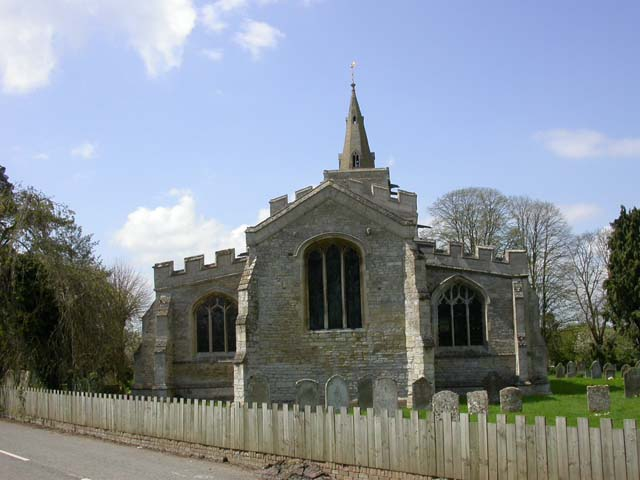
Igreja de Todos os Santos, Upper Dean

A Igreja de Todos os Santos é uma igreja listada como Grau I em Upper Dean, Bedfordshire, na Inglaterra. Tornou-se um edifício listado no dia 13 de julho de 1964.
A igreja escapou da restauração na época vitoriana e tem um interior campestre perfeito. A igreja foi mais ou menos reconstruída no século XV, mantendo-se apenas a torre e o pináculo (século XIV) e o arco da capela-mor (século XIII). Os telhados são todos do século XV e belos exemplares desse período. Existem telas finas em todo o arco da capela-mor e nas extremidades oeste de ambas as capelas; os bancos são antigos.